# 대한민국 제2대 대통령 선거
제2대 대통령 선거와 제3대 부통령 선거는 1952년 8월 5일 직접 선거로 실시되었다. 선거 결과 이승만이 제2대 대통령, 함태영이 제3대 부통령으로 선출되었다.

## 배경

### 대통령 직선제 개헌
1950년 제2대 국회의원 총선거에서 여권이 참패한 이후, 이승만의 국회 장악력은 크게 불안해졌다. 기존 헌법은 대통령을 국회에서 선출하도록 규정했는데, 야당 및 반이승만계 무소속 의원들이 국회의석의 절대 다수를 점하는 상황이 되자 이승만의 재선 가능성에 안개가 끼게 된 것이었다. 그 무렵 야당 의원들을 중심으로 제2대 대통령 선거에서 장면 총리나 신흥우 전 대한국민당 최고위원 등을 지지하려는 움직임이 조성되었고, 이승만은 위기감을 느끼게 되었다.
국회의원들의 지지를 얻어내는 것은 불가능하다고 본 이승만은 대통령을 대통령 국민 직접 선거제를 도입을 추진하게 되었다. 그러나 1951년 11월 30일 이승만이 발의한 대통령 직선제 개헌안은 야당은 물론 여당 의원들까지도 반대하는 바람에 국회에서 부결되고 말았다.
1952년 4월 17일, 야당 의원들은 도리어 국회의 권한을 강화하는 내각책임제 개헌안을 발의하였는데, 이때 개헌안 공동발의에 참여한 의원 수가 개헌안 통과에 필요한 의원 수와 같은 123명이어서 사실상 통과가 확실해 보였다. 이승만은 부랴부랴 지난 번에 부결된 대통령 직선제 개헌안을 약간 수정해 5월 14일 재발의했으나, 국회의원들 사이에선 이미 내각책임제 개헌안이 대세를 타고 있어 이승만이 낸 개헌안이 통과될 가능성은 없어보였다.
이승만 대통령은 당시가 전시 상황이라는 점을 이용하여 계엄을 선포하고, 보안을 구실로 공권력을 동원하여 국회의원들을 겁박했다. 결국 1952년 7월 4일, 삼우장, 신라회 등 친여계 의원들은 두 개헌안을 절충시킨 이른바 발췌개헌안을 내놓았으며, 경찰들이 의사당을 포위한 상황 속에 국회의원들은 만장일치에 가까운 찬성율로 이를 통과시켰다. 국회의원들을 회의장에 사실상 감금한 상태에서 개정 헌법을 제대로 읽어볼 기회도 없이 불법적으로 이뤄진 발췌 개헌은 대한민국 헌정사가 수차례 불법적 또는 비민주적 개헌으로 얼룩지는 유래가 됐다.
어쨌든 대통령 국민직선제와 국회 양원제 등을 골자로 한 발췌 개헌은 7월 7일 정식으로 공포되었고, 이로써 제2대 대통령 선거는 국민들의 직접 선거로 치러지게 되었다.

## 후보

### 원외 자유당
원외 자유당(구 통일노농당)은 이승만 대통령을 대통령 후보에, 이범석 내무부 장관을 부통령 후보에 지명하였다. 그러나 이승만 대통령은 자신은 특정 정당의 후보가 아니라 국민 전체의 후보이며, 따라서 러닝메이트 또한 없다고 선언함으로써 사실상 이범석 지지를 거부하였다.

### 민주국민당
제1야당이던 민주국민당은 발췌 개헌 통과 뒤 무력감에 정식으로 정·부통령 후보를 지명하지 못하였으나, 신익희 국회의장과 조병옥 전 내무부 장관이 각각 대통령 선거와 부통령 선거에 출마할 것으로 알려졌다. 그러나 신익희 의장은 불출마를 선언했고 결국 조병옥 전 장관만이 부통령 후보로 등록하였다. 따라서 민국당은 공식적인 대통령 후보가 없었으나, 무소속 대통령 후보 중 하나인 이시영 전 부통령이 사실상 민국당의 지원으로 출마한 것으로 알려졌다.

### 원내 자유당 합동파
원내 자유당 합동파는 1952년 7월 18일 중앙상무회의를 열고 이승만 대통령을 대통령 후보에, 이갑성 의원을 부통령 후보에 지명하였다.

### 조선민주당
조선민주당은 1952년 7월 13일 중앙상무집행위원회를 열고 이승만 대통령을 대통령 후보에, 이윤영 무임소 장관을 부통령 후보에 지명하였다.

### 대한여자국민당
대한여자국민당의 당수였던 임영신 전 상공부 장관은 여성들을 대표하겠다며 출마하였으며, 대통령으로는 이승만 대통령을 지지한다고 선언하였다.

### 무소속 대통령 후보

#### 조봉암
한국농민회의의 수장이자 대표적 진보 인사였던 조봉암 민의원부의장은 이승만 대통령의 헌법 파괴를 막아야 한다며 무소속 대선 출마를 선언하였다. 조봉암은 원래부터 노동자 및 농민 계층에 단단한 지지 기반을 두고 있었는데, 거기에다 개헌 국면 내내 흔들리지 않는 소신 행보를 보이며 높은 지지를 얻고 있었다.

#### 신흥우
외교통으로서 직선제 개헌 전 한때나마 국회 선출 대통령으로 거론되기도 했던 신흥우 전 대한국민당 최고위원 역시 무소속으로 출마했으나, 국내 정치적 기반이 미약해 별 다른 관심을 끌지 못하였다.

### 무소속 부통령 후보

#### 함태영
3·1 운동 당시 민족대표 48인 출신 민족지도자이자 거물급 기독교 목사였던 함태영 심계원장은 무소속으로 입후보하였다.

#### 전진한
노동 계층의 지지를 받고 있던 전진한 대한독립촉성노동총연맹 위원장은 무소속으로 입후보하였다.

#### 백성욱
백성욱 전 내무부 장관은 무소속으로 입후보하였다.

#### 정기원
정기원 원내 자유당 합동파 의원은 무소속으로 입후보하였다.

## 과정

### 이범석 낙선 공작
이승만 대통령은 자신은 특정 정파의 후보로 나서는 게 아니며 따라서 특정 부통령 후보를 지지하지 않겠다고 성명하였다. 이는 사실상 이범석을 자신의 러닝메이트로 인정하지 않겠다는 선언이었다. 이승만 대통령의 이같은 선언 이후 원외 자유당은 당내 청년 세력들이 급속도로 연쇄 이탈, 기반이 크게 흔들리게 되었다.
그러는 사이 뒤로는 함태영 전 심계원장을 당선시키기 위한 공작을이 벌어지고 있었다. 장택상 총리, 김태선 내무부 장관, 윤우경 치안국장 등은 7월 28일 긴급 전국 도지사급 경찰국장 회의를 열고 이승만 대통령은 함태영을 부통령으로 원한다며 모든 경찰력, 행정력을 동원해 당선시킬 것을 하명했다. 이후 경찰이 이승만과 함태영 외 이범석을 포함한 다른 후보들의 포스터는 이런 저런 명목으로 떼어가고, 공무원들과 선거 참관인들은 유권자들에게 함태영을 뽑도록 압박하고 투표용지를 투표함에 넣기 전에 미리 확인까지 하는 등 갖은 부정이 벌어졌다.

### 친여 후보 난립
이승만 대통령이 이범석을 러닝메이트로 거부한 이후, 여권 성향의 다른 부통령 후보들은 각자 자신이 이승만의 러닝메이트 자리를 꿰차기 위해 노력하였다. 부통령 후보자 9명 중 조병옥, 전진한, 정기원 등 셋을 제외한 전원이 이승만을 지지하고 있었다.
이승만 대통령은 3·1 운동 당시 민족대표 48인의 일원이었으며 심계원장을 맡고 있던 함태영 무소속 후보를 부통령으로 낙점한 상태였다.
민족대표 33인의 일원이었으며 원내 자유당 합동파의 리더였던 이갑성 후보는 원내 기반 및 전국적 정당 조직을 바탕으로 주요 후보로 부상할 수 있다는 관측을 받기도 하였으나, 점차 약세를 드러내었다. 조선민주당의 이윤영 후보 역시 이승만이 그를 선택할지 모른다는 관측 속에 유력 후보군에 들기도 했으나, 이승만 대통령의 지원도 얻지 못하고 이북 출신 유권자 및 기독교계의 지지 또한 기대만큼 나오지 않아 고전을 면치 못하였다.
대한여자국민당의 당수였던 임영신 후보는 국민의 절반이 여성인 만큼 그에 가까운 득표를 자신한다고 밝혔으나, 여성계로부터 특별한 호응을 얻지 못하고 군소후보화되었다.

### 민국당의 상황
민국당 소속의 조병옥 부통령 후보는 이시영 대통령 후보를 지원하기 위해 출마했다고 밝혔다. 그러나 이시영은 7월 30일 기자회견에서 자신은 민국당과 연대해 나온 것이 아니며 앞으로도 민국당과 연대할 일이 없을 거라고 천명하였다. 그러나 이시영은 8월 1일 조병옥과 공동 성명을 내고 선거 연대를 발표하였으며, 이후 두 후보는 선거 유세를 함께 다니며 적극적으로 협력하였다.
이시영은 조선 시대 때 청렴결백한 관직 생활과 이후 독립 운동에 헌신한 것으로 인해 유림 및 보수층·노인층 사이에 인기가 높았다. 조병옥은 민주국민당의 사무총장을 맡는 등 탄탄한 당내 기반을 두고 있었고, 당의 조직력을 바탕으로 선전이 기대되었다. 실제로 선거 당일까지도 조병옥 후보는 부통령 선거 개표 결과에서 양자 구도 혹은 3자 구도에는 들어갈 것으로 예측되었다.
그러나 민주국민당은 창당 때부터 특권층, 부자들의 정당이라는 비판을 듣고 있는 상황이었고, 이로 인해 일반 대중들 사이에서 확장성에 한계를 드러내었다.

### 야권 단일화 논의
조봉암은 자신은 원래 출마할 계획이 없었으며, 야권 후보가 필요하단 생각에 이시영에게 출마를 종용하러 갔었는데 이시영이 거절하며 도리어 자신에게 출마를 권해 나오게 된 것이라고 주장했다. 그러면서 그런 이시영이 돌연 입후보한 것은 기이한 일이며, 아마 이시영이 얼마 안 가 자신을 중심으로 한 야권 단일화에 응할 것으로 본다고 말했다.
그러나 이시영은 자신은 조봉암에게 예의상 인사치레 정도나 해준 게 다라며 조봉암이 단일화를 성사시키려고 헛소문을 퍼트리는 것이라고 맹비난, 조봉암과 진실 공방을 벌였다.

### 조봉암 사상 논쟁
조병옥 후보는 조봉암 후보가 공산주의자라고 주장하고 만약 그의 선전이 예상될 시 이승만 대통령을 지지하고 말겠다고 밝혔다.
조봉암은 자신에게 제기된 사상 논쟁에 대해 "농림장관, 민의원부의장, 국회 임시의장을 할 때에는 아무 말도 없다가 대통령을 하려 하니 공산당이라는 것은 자신들에게 필요하면 아무 말이라도 하는 부패 세력의 상투적 방식"이라며 의혹을 제기한 민국당 측을 강력하게 비판했다.

## 선거 결과

### 대통령 선거
후보자별 득표율
|  | 74.6% |

|  | 11.4% |

|  | 10.9% |

|  | 3.1% |

#### 지역별 결과
|  | 82.2% |

|  | 10.3% |

|  | 6.0% |

|  | 1.6% |

|  | 87.7% |

|  | 6.0% |

|  | 4.6% |

|  | 1.7% |

|  | 86.7% |

|  | 5.8% |

|  | 5.2% |

|  | 2.3% |

|  | 82.4% |

|  | 7.6% |

|  | 7.3% |

|  | 2.7% |

|  | 65.9% |

|  | 15.4% |

|  | 13.6% |

|  | 5.1% |

|  | 73.6% |

|  | 14.8% |

|  | 8.9% |

|  | 2.7% |

|  | 75.0% |

|  | 11.4% |

|  | 10.6% |

|  | 3.0% |

|  | 55.4% |

|  | 23.0% |

|  | 16.9% |

|  | 4.7% |

|  | 92.4% |

|  | 3.4% |

|  | 2.7% |

|  | 1.6% |

|  | 83.8% |

|  | 7.0% |

|  | 6.4% |

|  | 2.8% |

### 부통령 선거
후보자별 득표율
|  | 41.3% |

|  | 25.5% |

|  | 8.1% |

|  | 7.0% |

|  | 6.4% |

|  | 4.3% |

|  | 2.7% |

|  | 2.5% |

|  | 2.3% |

#### 지역별 결과
|  | 46.2% |

|  | 27.6% |

|  | 6.5% |

|  | 6.1% |

|  | 5.4% |

|  | 3.5% |

|  | 1.8% |

|  | 1.8% |

|  | 1.1% |

|  | 45.6% |

|  | 33.07% |

|  | 5.5% |

|  | 4.6% |

|  | 3.6% |

|  | 2.8% |

|  | 1.7% |

|  | 1.7% |

|  | 1.4% |

|  | 47.8% |

|  | 28.9% |

|  | 5.1% |

|  | 4.2% |

|  | 2.9% |

|  | 2.7% |

|  | 2.0% |

|  | 2.0% |

|  | 1.7% |

|  | 57.6% |

|  | 15.1% |

|  | 6.1% |

|  | 5.6% |

|  | 4.5% |

|  | 4.4% |

|  | 2.7% |

|  | 2.4% |

|  | 1.8% |

|  | 32.5% |

|  | 26.3% |

|  | 9.4% |

|  | 8.8% |

|  | 6.7% |

|  | 5.1% |

|  | 4.8% |

|  | 3.4% |

|  | 3.0% |

|  | 64.2% |

|  | 11.0% |

|  | 6.8% |

|  | 5.3% |

|  | 5.2% |

|  | 2.0% |

|  | 2.0% |

|  | 1.8% |

|  | 1.6% |

|  | 57.4% |

|  | 9.3% |

|  | 8.1% |

|  | 7.8% |

|  | 5.9% |

|  | 4.1% |

|  | 2.6% |

|  | 2.6% |

|  | 2.3% |

|  | 24.1% |

|  | 23.3% |

|  | 12.7% |

|  | 10.9% |

|  | 9.1% |

|  | 7.9% |

|  | 4.6% |

|  | 3.9% |

|  | 3.4% |

|  | 55.6% |

|  | 32.3% |

|  | 2.9% |

|  | 2.7% |

|  | 2.3% |

|  | 1.5% |

|  | 1.1% |

|  | 0.9% |

|  | 0.7% |

|  | 36.0% |

|  | 36.0% |

|  | 7.2% |

|  | 5.0% |

|  | 4.9% |

|  | 3.3% |

|  | 2.9% |

|  | 2.5% |

|  | 2.5% |